# Wybory parlamentarne w Libanie w 1960 roku
Wybory parlamentarne w Libanie odbyły się w czterech etapach: 12, 19, 26 czerwca i 3 lipca 1960 roku. Wybory odbyły się po decyzji prezydenta Szihaba o rozwiązaniu parlamentu, którą podjął 5 maja 1960 roku. Dziewięć dni później, 14 maja premier Raszid Karami podał się do dymisji.
W kwietniu 1960 roku parlament przyjął projekt ordynacji wyborczej, która po raz pierwszy wprowadziła zasadę tajnego głosowania. Jednocześnie zwiększyła się liczba deputowanych z 66 do 99, zachowując ustanowioną w 1943 roku w Pakcie Narodowym zasadę proporcji sześciu chrześcijan na pięciu muzułmanów.
W nowym parlamencie znalazło się wielu przywódców i uczestników powstania z 1958 roku. Na początku sierpnia premierem nowego 18-osobowego rządu został Saëb Salam. Na 99 deputowanych znalazło się 30 maronitów, 20 sunnitów, 19 szyitów, 11 grekoprawosławnych, 6 druzów, 6 melchitów, 4 prawosławnych Ormian, ormiański katolik, protestant i poseł reprezentujący inne gminy religijne.